# Deng Lun
Deng Lun (chinês tradicional: 鄧倫, chinês simplificado: 邓伦, pinyin: Dèng Lún; Shijiazhuang, 21 de outubro de 1992 ), também conhecido como Allen Deng,  é um ator, cantor e modelo chinês. Estreou na televisão com a série de 2013, Flowers in Fog, e ficou conhecido internacionalmente com Xufeng, no drama xianxia Cinzas do Amor (2018). Em 2020, o Deng vive Boya, no filme Mestres do Yin-Yang: O Sonho da Eternidade.
Em 15 de março de 2022, Deng Lun foi multado em ¥ 16,6 milhões por evasão fiscal. O ator posteriormente se desculpou em sua perfil pessoal na rede social Weibo, antes que suas contas de mídia social e de seu estúdio fossem suspensas.

## Carreira
Deng Lun formou-se em 2011, no Departamento de Performance, da Academia de Teatro de Xangai, tendo estudado na mesma classe que Cristy Guo. Em 2012, foi escalado para a série Flowers in Fog, marcando sua estreia na televisão.
Em 2014, Deng é escalado como seu primeiro protagonista na série Love Actually.

### 2017:Cinzas do Amore a fama
Em 27 de abril de 2017, Deng Lun é anunciado como o protagonista do drama xianxia Cinzas do Amor, pelo qual ganha o reconhecimento do grande público.
Em 20 de julho de 2021, iniciam-se as filmagens da série Night Wanderer, onde Deng contracena com Ni Ni, marcando o retorno do ator aos dramas após três anos. O drama é a adaptação do livro "夜旅人" (pinyin: Yè lǚrén, lit. ‘Viajante Noturno’),  de autoria de Zhao Xizhi.

## Polêmica
Em 15 de março de 2022, Deng Lun foi tido como suspeito de sonegação de impostos, o que acarretou em multas, rescisão de contratos e parcerias com marcas e o cancelamento de sua conta na rede social Weibo. O 4° Escritório de Inspeção do Departamento de Tributação Municipal de Xangai alegou que o ator apresentou declarações falsas, por meio de negócios fictícios, para mudar a natureza de seus rendimentos, ocultando assim a verdadeira origem de sua renda nos anos de 2019 e 2020.
O 4° Escritório de Inspeção do Departamento de Tributação Municipal de Xangai calcula evasão de 47,6582 milhões de yuans e 13,9932 milhões de yuans em impostos que não foram pagos. Durante o processo, o ator colaborou, tendo a iniciativa de pagar 44,55 milhões de yuans em impostos e admitindo outras irregularidades relacionadas a impostos.

Antes de seus perfis em redes sociais serem banidos, Deng Lun manifestou-se em sua conta no Weibo:
Em processo de cooperação com o departamento fiscal, fiz uma profunda reflexão e entendi os meus próprios erros. Aceito todas as decisões das autoridades fiscais e estou disposto a assumir todas as responsabilidades e consequências pertinentes a isso. Continuarei a trabalhar duro como sempre. Lamento profundamente por usar recursos públicos durante a pandemia.
Com a repercussão do escândalo, o nome do ator foi removido das obras que participou e produções ainda não publicadas ficaram com a data de publicação pendente.
Com caso do bloqueio das redes sociais, quebra de parcerias, apagamento do nome do ator e a falta de data de lançamento dos trabalhos cinematográficos ainda não lançados de Deng Lun, a mídia local, como o Sohu aproveitou-se da situação para pregar exemplo,  lembrando que os altos salários ganhos por artistas nos filmes são inatingíveis para pessoas comuns e, sendo assim, a punição que o ator recebe agora é justa.
Em matéria de 19 de março de 2022, publicada pelo portal Sohu:
A partir do momento em que opta por sonegar impostos, o próprio artista desconsidera sua reputação e reputação social; mas se preza por sua reputação e avaliação social, não fará algo que decepcione o público ou que pegue mal.

## Filmografia

### Séries de Televisão
| Ano  | Título                                     | Título Original         | Personagem     | Nota                                            |
| ---- | ------------------------------------------ | ----------------------- | -------------- | ----------------------------------------------- |
| 2013 | Flowers in Fog                             | 花非花雾非雾            | Xu Hao         | Protagonista                                    |
| 2014 | New Moment in Peking                       | 新京华烟云              | Yao A'fei      | Coadjuvante                                     |
| 2015 | Love Actually                              | 爱情上上签              | Sun Xiaofei    | Protagonista                                    |
| 2016 | Quinze Anos de Espera por Aves Migratórias | 十五年等待候鸟          | Liu Qianren    | Protagonista                                    |
| 2017 | Porque Eu Te Conheci                       | 因為遇見你              | Li Yunkai      | Protagonista                                    |
| 2017 | Agentes da Princesa                        | 特工皇妃楚乔传          | Xiao Ce        | Coadjuvante                                     |
| 2018 | Doces Sonhos                               | 一千零一夜              | Bo Hai         | Protagonista                                    |
| 2018 | Cinzas do Amor                             | 香蜜沉沉烬如霜          | Xufeng         | Protagonista                                    |
| 2019 | A Criação dos Deuses                       | 封神演义                | Zixu           | Coadjuvante                                     |
| 2019 | Meu Verdadeiro Amigo                       | 我的真朋友              | Shao Pengcheng | Protagonista                                    |
| 2019 | Sr. Combatente                             | 加油，你是最棒的        | Hao Zeyu       | Protagonista                                    |
| 2019 | Begônia Rouge                              | 海棠经雨胭脂透          | Lang Yuexuan   | Protagonista                                    |
| 2020 | Patine até o Amor                          | 冰糖炖雪梨              | Xufeng         | Participação no primeiro episódio.              |
| TBA  | Super Cinderella                           | 超级灰姑娘 / 叫我灰姑娘 | Du QiTian      | Filmagens concluídas em 2014.                   |
| TBA  | Graduation Season                          | 毕业季                  | An Jingchen    | Filmagens concluídas em 2016.                   |
| TBD  | Night Wanderer                             | 夜旅人                  | Sheng Qingrang | Filmagens concluídas em 13 de novembro de 2021. |

### Cinema
| Ano  | Título                                     | Título Original | Papel | Nota         |
| ---- | ------------------------------------------ | --------------- | ----- | ------------ |
| 2020 | Mestres do Yin-Yang: O Sonho da Eternidade | 晴雅集          | Boya  | Protagonista |
| TBD  | The Yin-Yang Master: Retaliation           | 晴雅集2         | Boya  | [ 33 ]       |

## Discografia
| Ano  | Título                             | Álbum                                                       | Notas/Ref                        |
| ---- | ---------------------------------- | ----------------------------------------------------------- | -------------------------------- |
| 2018 | 花不语 Flowers Stay Silent         | Trilha Sonora de Doces Sonhos                               | [ 34 ]                           |
| 2018 | 天地无霜 Unparalleled in the World | Trilha Sonora de Cinzas do Amor                             | Dueto com Yang Zi e versão solo. |
| 2019 | 等爱 Waiting For Love              | Trilha Sonora de Begônia Rouge                              | Dueto com Alan Dawa Dolma        |
| 2020 | 痴情冢 Tomb of Infatuation         | Trilha Sonora de Mestres do Yin-Yang: O Sonho da Eternidade | [ 38 ]                           |